# شهرستان اودورسکی
شهرستان اودورسکی (به لاتین: Udorsky District) یک شهرستان در روسیه است که در جمهوری کومی واقع شده‌است.